# Liste der Kulturdenkmale in Kiel-Ellerbek
In der Liste der Kulturdenkmale in Kiel-Ellerbek sind alle Kulturdenkmale des Stadtteils Ellerbek der schleswig-holsteinischen Landeshauptstadt Kiel aufgelistet (Stand: 10. März 2025).
Die Bodendenkmale sind in der Liste der Bodendenkmale in Kiel aufgeführt.

## Legende
In den Spalten befinden sich folgende Informationen:
- Objekt-ID: die Nummer des Kulturdenkmales
- Lage: die Adresse des Kulturdenkmales und die geographischen Koordinaten. Kartenansicht, um Koordinaten zu setzen. In der Kartenansicht sind Kulturdenkmale ohne Koordinaten mit einem roten Marker dargestellt und können in der Karte gesetzt werden. Kulturdenkmale ohne Bild sind mit einem blauen Marker gekennzeichnet, Kulturdenkmale mit Bild mit einem grünen Marker.
- Offizielle Bezeichnung: Bezeichnung des Kulturdenkmales
- Beschreibung: die Beschreibung des Kulturdenkmales
- Bild: ein Bild des Kulturdenkmales

## Bauliche Anlage und Gründenkmale
| Objekt-ID | Lage                                                | Offizielle Bezeichnung   | Beschreibung | Bild                             |
| --------- | --------------------------------------------------- | ------------------------ | --- | -------------------------------- |
| 30585     | Friedenstraße (54° 19′ 25″ N, 10° 10′ 5″ O)         | Doppeleiche              | Alteintragung (Aktualisierung vorgesehen) - Begründung: geschichtlich, wissenschaftlich, städtebaulich - Schutzumfang: gesamtes Objekt - Denkmaltyp: Gründenkmal                                                                                      | Fotos hochladen                  |
| 9915      | Große Ziegelstraße 62 (54° 18′ 43″ N, 10° 9′ 51″ O) | Gerhart-Hauptmann-Schule | Alteintragung (Aktualisierung vorgesehen) - Begründung: künstlerisch, städtebaulich - Schutzumfang: gesamtes Objekt - Denkmaltyp: Bauliche Anlage | weitere Fotos \| Fotos hochladen |
| 50781     | Schönberger Straße (54° 19′ 25″ N, 10° 10′ 4″ O)    | Doppeleiche              | Doppeleiche mit Gedenkstein; 1898, schleswig-holsteinische Doppeleiche, davor Feldstein mit Inschrift - Begründung: geschichtlich, städtebaulich, Kulturlandschaft prägend - Schutzumfang: Doppeleiche, Gedenkstein - Denkmaltyp: Gründenkmal         | Fotos hochladen                  |
| 9698      | Werftstraße 5–7 (54° 19′ 19″ N, 10° 10′ 1″ O)       | Fischräucherei           | In dem historischen Gebäude einer Fischräucherei befindet sich heute ein Restaurant. Alteintragung (Aktualisierung vorgesehen) - Begründung: geschichtlich, wissenschaftlich, technisch - Schutzumfang: gesamtes Objekt - Denkmaltyp: Bauliche Anlage | Fotos hochladen                  |

## Quelle
- Liste der Kulturdenkmale in Schleswig-Holstein – Landeshauptstadt Kiel (PDF)

- Karte mit allen Koordinaten:
- OSM |
- WikiMap